# アンヴァイラー・アム・トリフェルス
アンヴァイラー・アム・トリーフェルス (独: Annweiler am Trifels) はドイツ連邦共和国 ラインラント＝プファルツ州ズュートリヒェ・ヴァインシュトラーセ郡の市。アンヴァイラー・アム・トリーフェルス連合自治体 (独: Verbandsgemeinde Annweiler am Trifels) の行政庁所在地となっている。
クヴァイヒ川沿い、ランダウの西約12km、ランダウとザールラント州ザンクト・イングベルトを結ぶ鉄道(Landau–Rohrbach railway)沿いに位置する。
英: Landau–Rohrbach railwayは、独: Südpfalzbahn(South Palatinate Railway)とも独: Queichtalbahn(Queich Valley Railway)とも呼ばれることもある。
プファルツの森の南部、ヴァスガウと呼ばれる地域にあり、標高の高い丘陵に囲まれ、赤い砂岩を算出する。Sonnenbergの丘(493m)には、1193年にリチャード獅子心王が一時的に拘留されていたトリフェルス城がある。街の主な産業は観光業である。

アンヴァイラー・アム・トリフェルス - Annweiler am Trifels
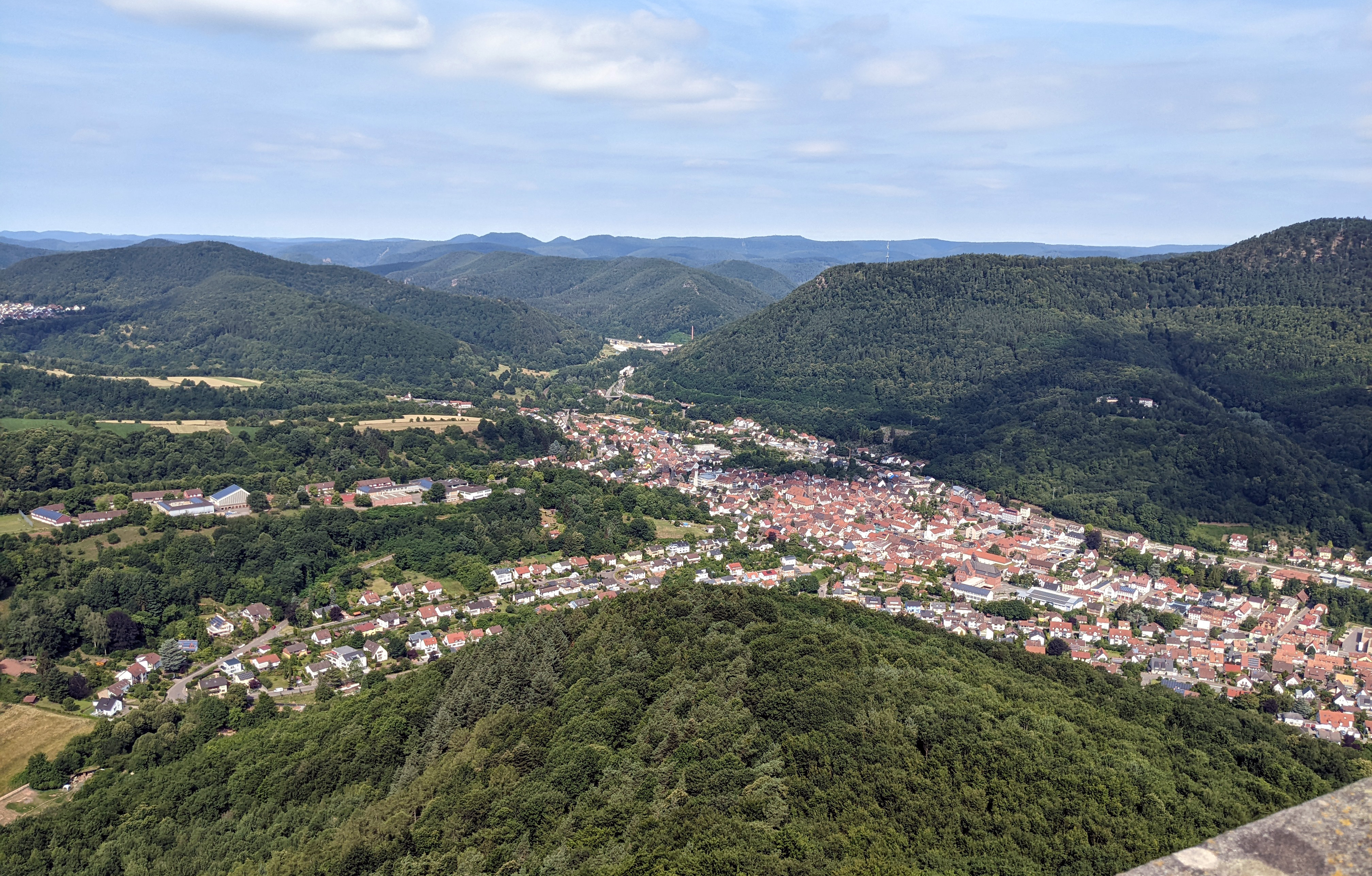
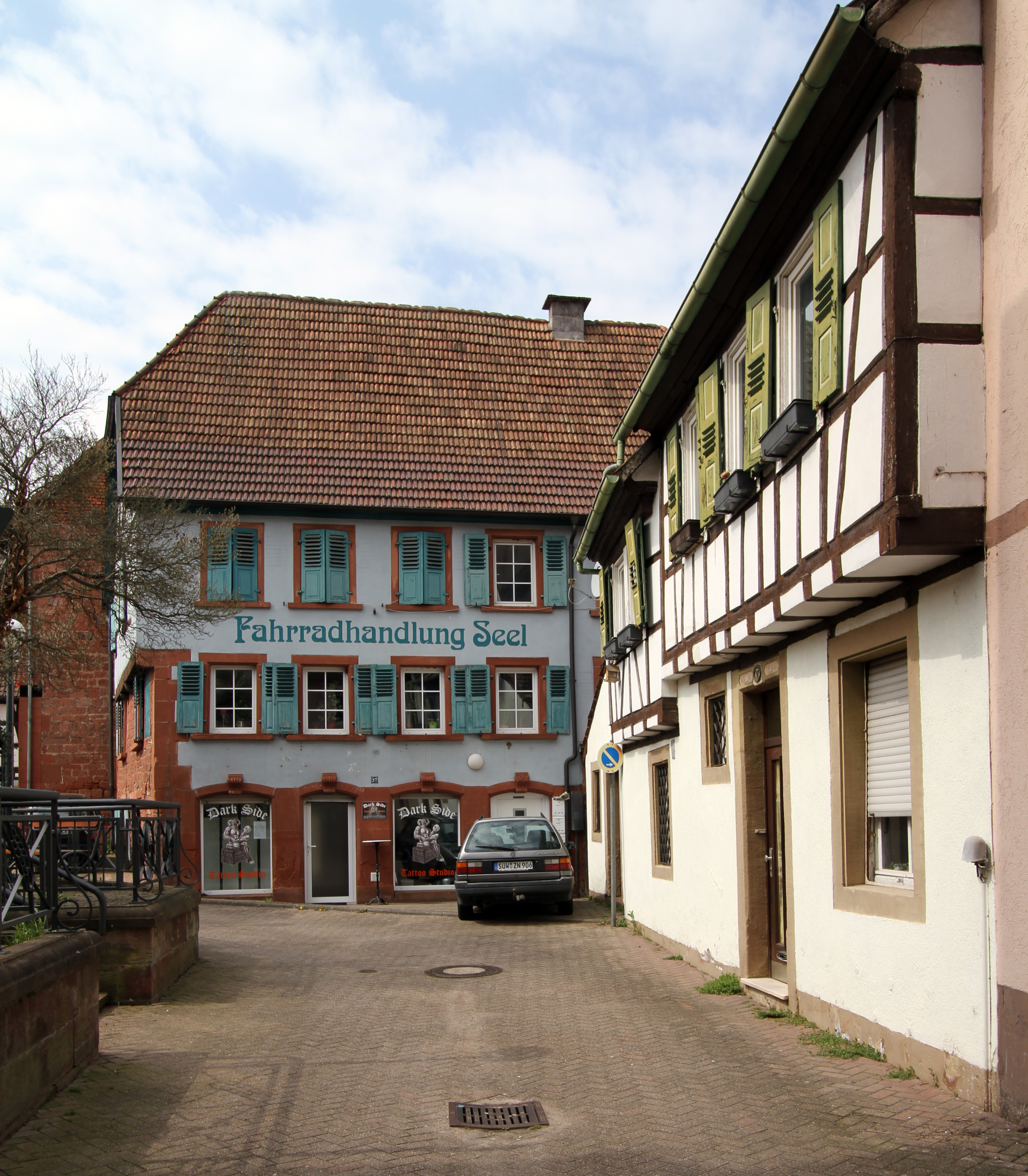
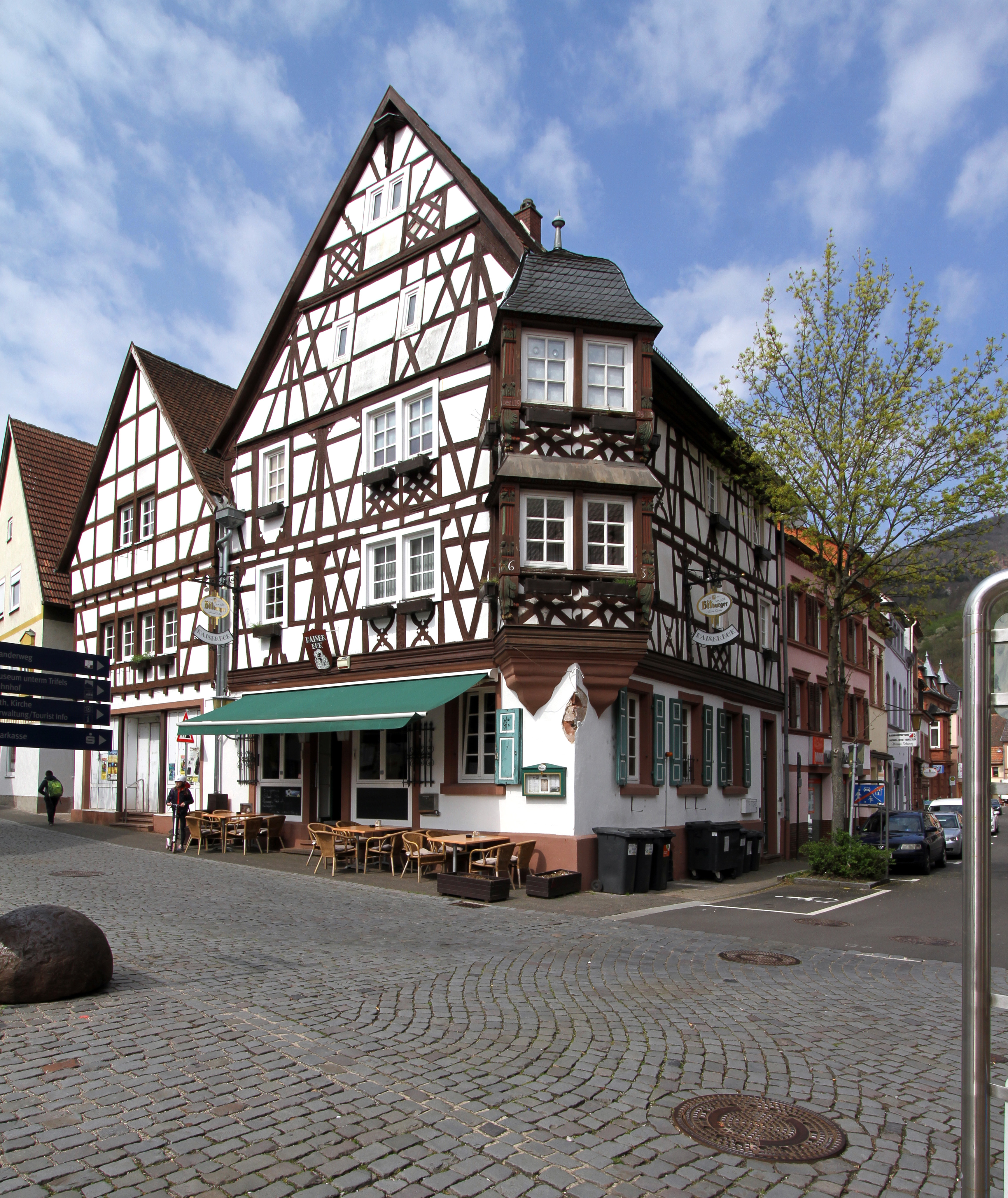
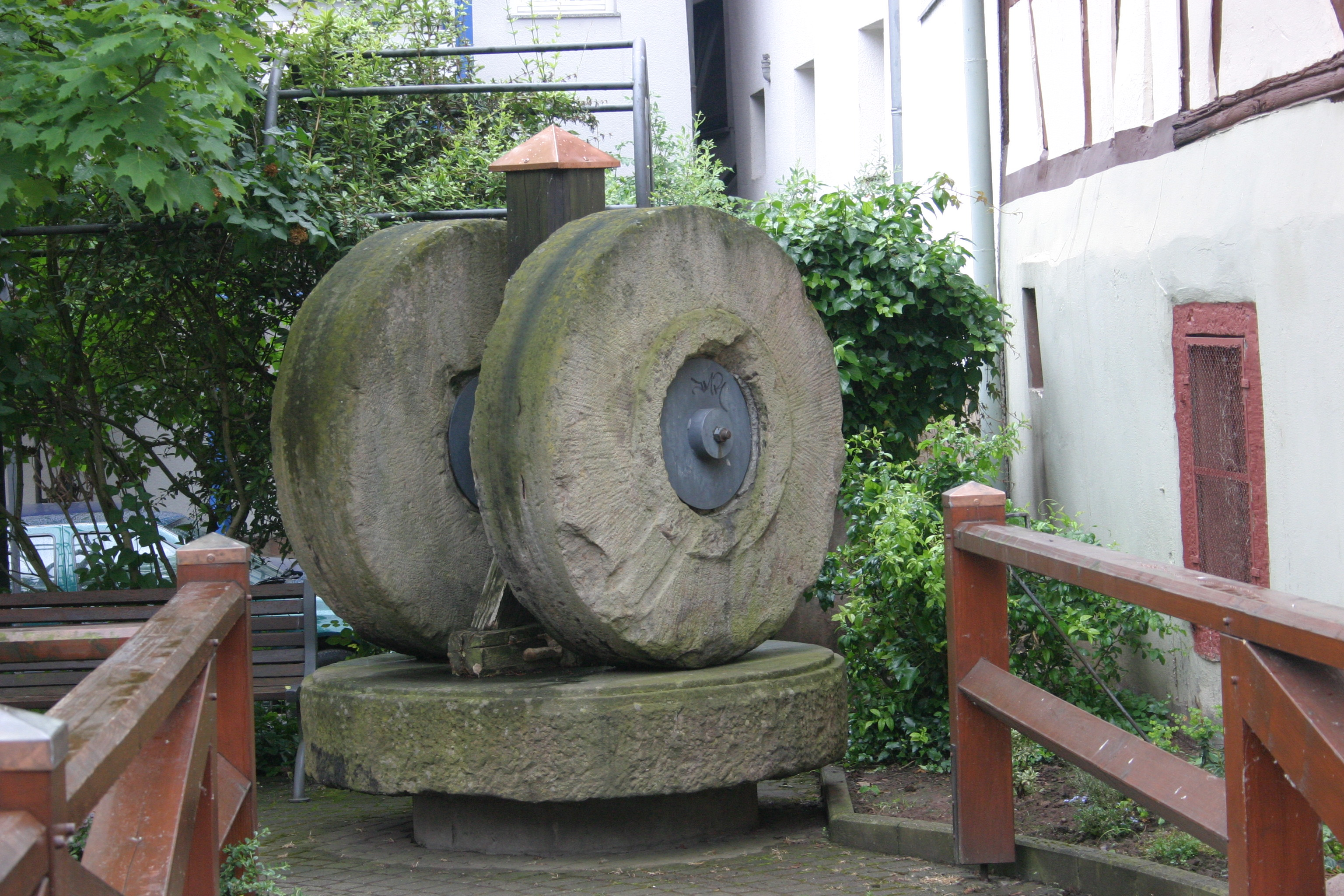
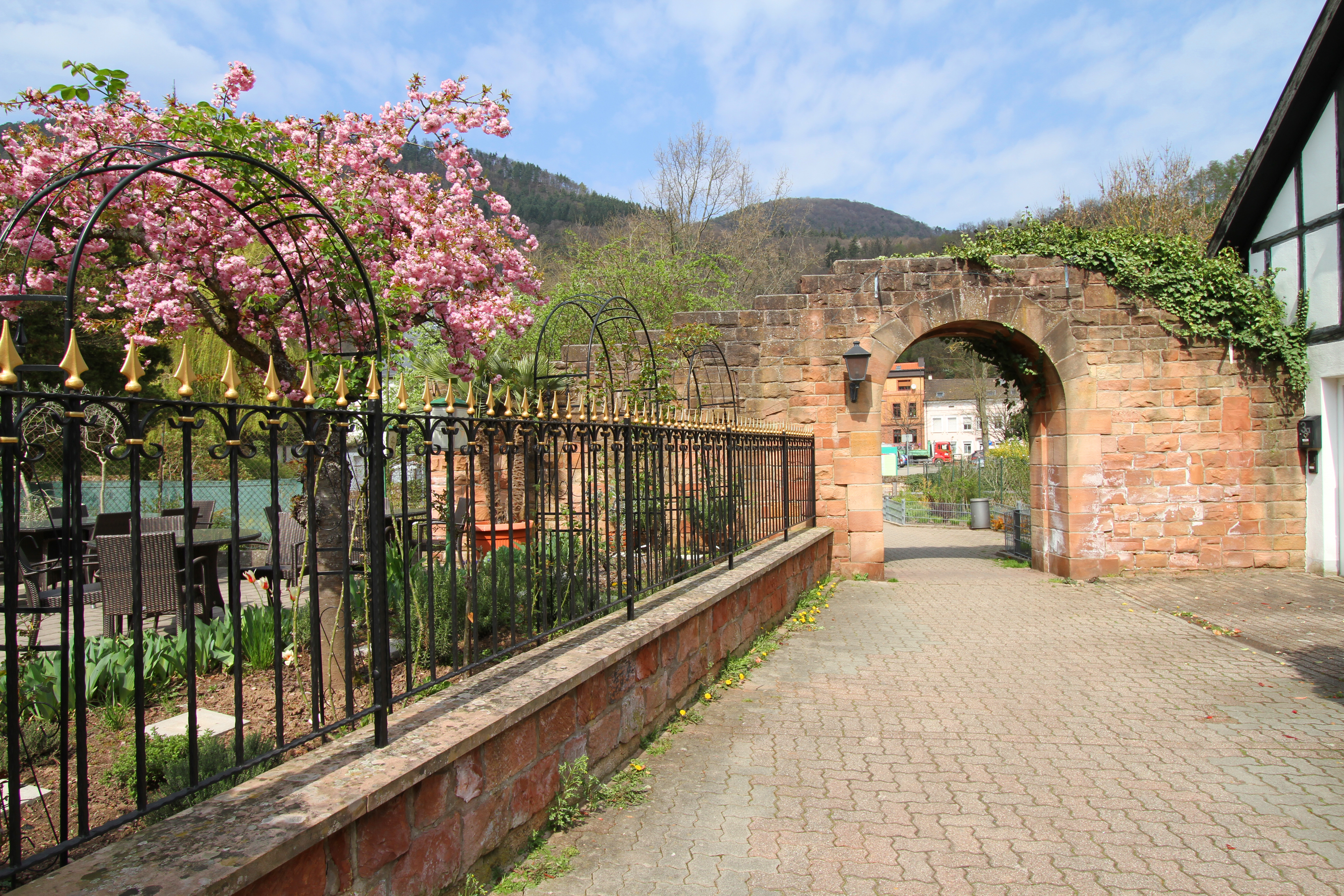
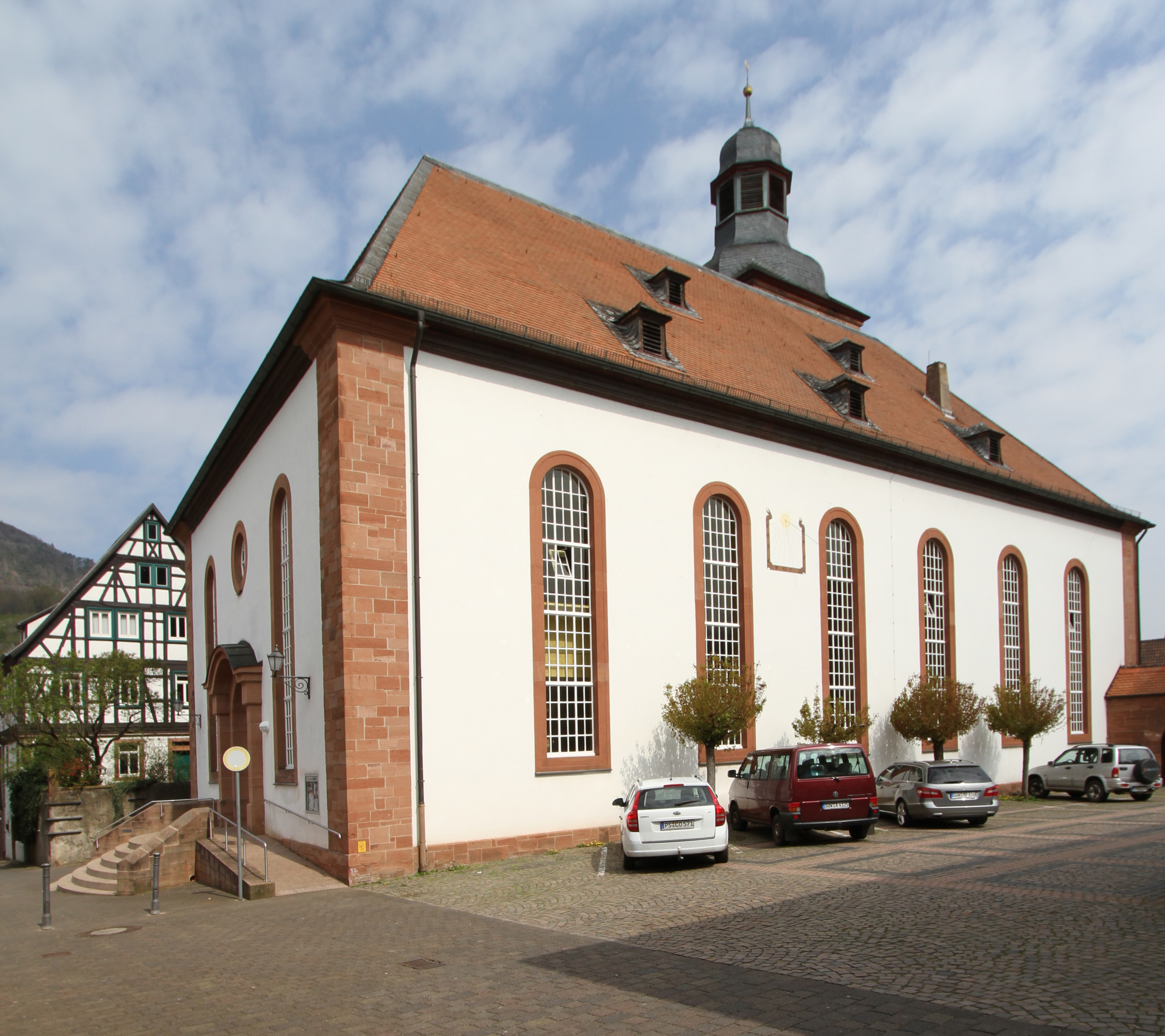
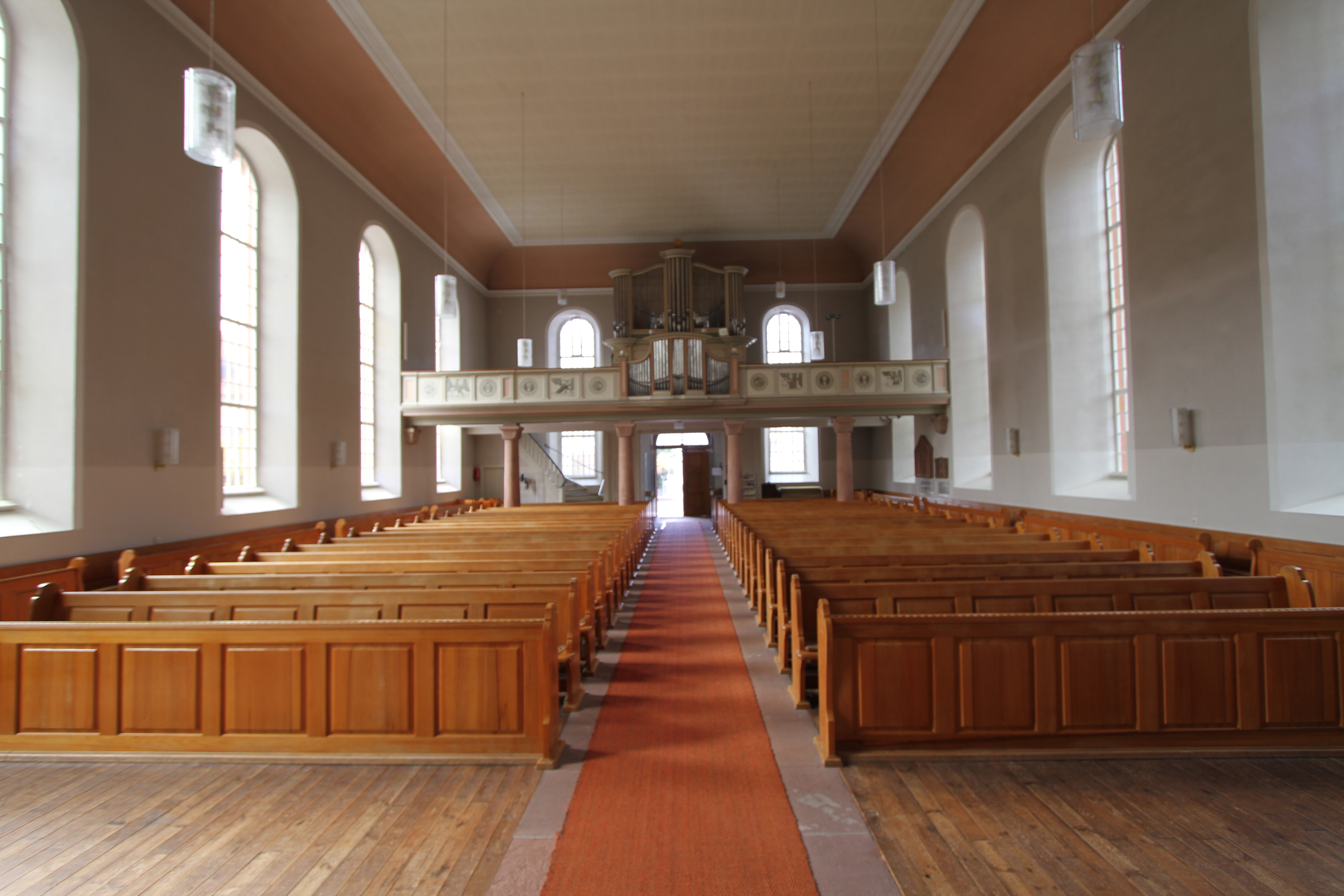
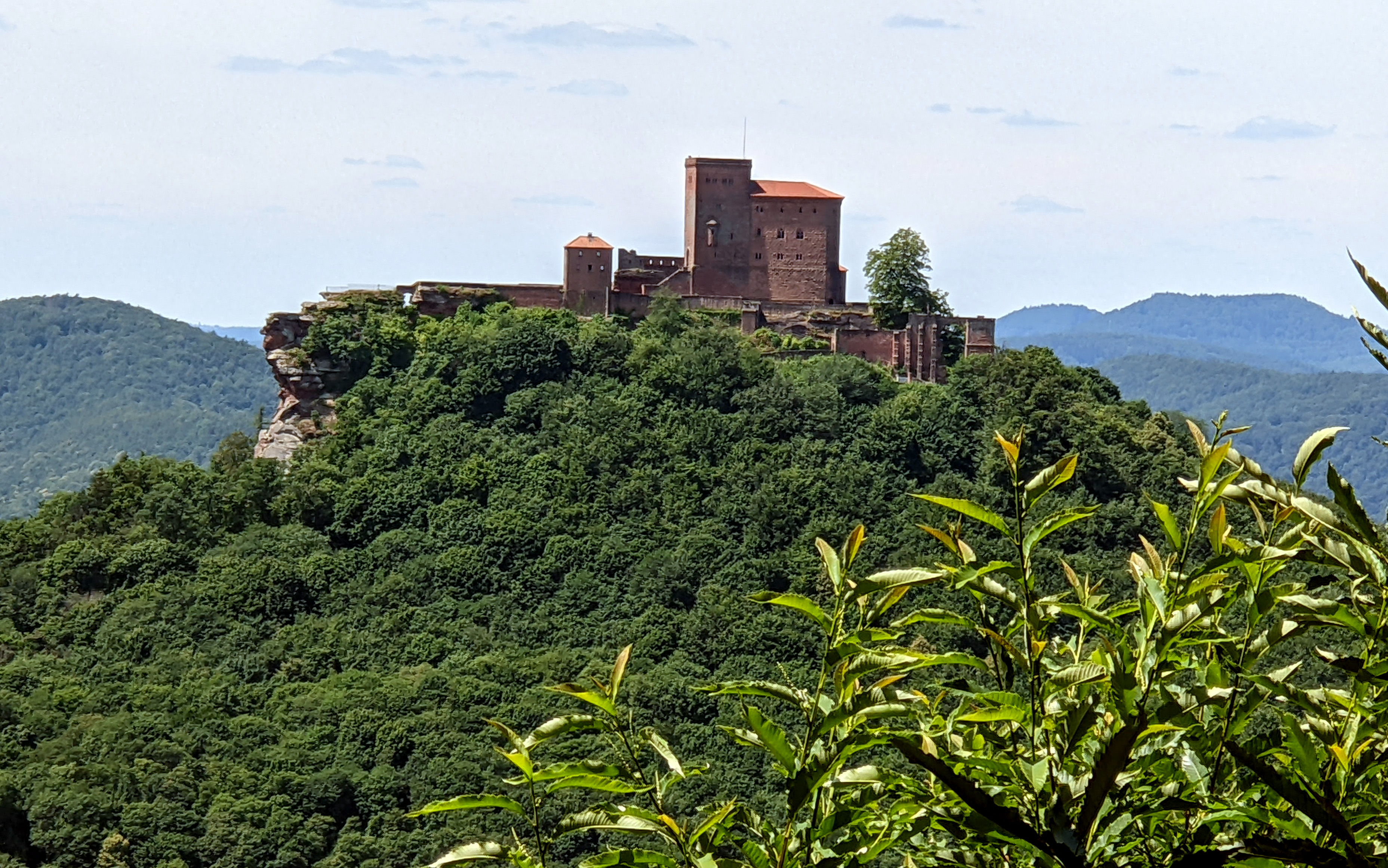
Trifels

## 姉妹都市
- アンベール(Ambert) （フランス 1988年から）
- ゴルゴンゾーラ(Gorgonzola) （イタリア 2008年から）